# Kašpar Zachariáš Vusín
Kašpar Zachariáš Vusín (německy Caspar Zacharias Wussin, 16. prosince 1664 Praha – 12. února 1747 Praha) byl český knihkupec, nakladatel, mědirytec, lingvista a městský úředník Staré Města Pražského. Půsbil jako jeden z prvních profesionálních knihkupců v Praze, mj. vydal trojjazyčný německo-latinsko-český slovník, ve kterém pomohl kodifikovat některá česká slova. V některých starších českých pramenech bývá tak označován jako první knihkupec nabízející knihy v češtině.

## Život

### Mládí a kariéra
Narodil se v Praze do rodiny mědiryrce a kreslíře Daniela Vusína. Otec přišel do Prahy ze Štýrského Hradce a usadil se nejprve na Novém, později na Starém Městě pražském. Vedle rytecké činnosti se živil jako nakladatel a knihkupec. Kašpar získal dobré vzdělání, patrně vystudoval také práva na pražské Ferdinandově univerzitě a posléze převzal otcův knihkupecký a nakladatelský podnik. Stejně tak sám působil jako mědirytec.
V první polovině 18. století údajně působil jako jeden ze dvou profesionálních knihkupců v Praze, vedle malého krámu s knihami Jindřicha Albrechta. Konkurencí jim pak byli němečtí cestující knihkupci dojíždějící do Prahy u příležitosti trhů. Ve své podnikatelské činnosti byl úspěšný a dosáhl vysokého společenského postavení, mj. byl majitelem několika domů, hostince, polností a vinic.

### Nakladatel
Vedle četných titulů Vusín prodával také např. tisky, náboženské spisy či filozofická díla, zboží dovážel také ze zahraničí. Jako nakladatel mj. vydal čtvrté vydání Aretinovy mapy Čech. Od 90. let 17. století vydal několik knižních katalogů (latinsky) jím nabízených knih, povětšinou v latině, případně v němčině. Podporoval však vydávání titulů, které se češtinou zabývaly. Sám sestavil vlastní německo-latinsko-český slovník, stejně tak se, po vzoru literáta Václava Jana Rosy, pokoušel o vytvoření českých neologismů, které by nahradily cizí slova v češtině. Zasloužil se mj. o vydání děl Grammatica linguae bohemicae methodo facili jezuity Václava Jandita (1704, vydáno 1705), či Slovař český Jana Františka Josefa Ryvoly (1716). Podílel se také na vydávání titulů tištěných v pražské arcibiskupské tiskárně. 

### Městský úředník
Dne 3. srpna 1705 byl zvolen radním na Starém Městě, v této funkci pak působil až do smrti. Byl zde mj. pověřen dohledem nad některými řemeslnickými cechy či některými notářskými úkoly, jako např. svědčení při sepisování závětí.  
V pozdních letech pak přijal za svého společníka Kornela Pavla Vernera, který po jeho smrti obchod převzal. 

### Úmrtí
Kašpar Zachariáš Vusín zemřel 12. února 1747 v Praze ve věku 82 let. 